# Seuls au monde (Stargate)
Pour les articles homonymes, voir Seuls au monde.
Seuls au monde est le quinzième épisode de la première saison de la série télévisée Stargate Universe.

## Résumé
Tamara Johansen parle avec Vanessa James au sujet de sa relation avec Matthew Scott, un de ceux qui sont bloqués sur la planète. Après une conversation brève, James réalise que TJ a reçu l'ordre d'Everett Young de lui faire une visite de contrôle. TJ insiste sur le fait qu'elle fait ça pour tout le monde. La lumière s'éteint tout à coup.
Le Destinée semble être passé en mode économie d'énergie, ce qui est étrange car ses réacteurs sont quasiment chargés à bloc. Rush informe Young qu'il va essayer de remettre la lumière. Adam Brody suggère que le Destinée économise l'énergie pour un but précis, mais Rush veut la lumière afin de pouvoir continuer à travailler.
Sur la planète, Eli dit qu'il leur reste deux jours d'eau. Scott croit qu'ils vont pouvoir trouver de la nourriture et de l'eau une fois qu'ils seront sortis du tunnel. Eli remarque qu'ils sont toujours coincés, mais Scott dit qu'ils peuvent utiliser les portes pour rejoindre le Destinée. Eli n'est pas aussi optimiste ; les portes n'atteignent pas en tout temps, le Destinée, ce qui fait qu'il ne pourront peut-être pas le faire s'ils ne trouvent pas assez de Portes des étoiles tout le long du chemin pour atteindre le but. Il n'y a pas non plus moyen de dire dans quelle direction relative ils se dirigent, ou bien la position du Destinée. Scott dit alors à Eli de rester optimiste et tout le monde continue sa route.
Rush et Brody réussissent à restaurer un minimum de courant, remettant les éclairages en service. Young arrive dans la salle pour se rendre compte de l'avancement. Rush n'a pas plus de nouvelle à annoncer et Young quitte les lieux avant même qu'il ne finisse de parler.
Alors qu'ils explorent les tunnels, Eli se plaint du manque de carte. Ils font un petit break durant lequel Eli fouille dans les données de la télécommande Ancienne. Quand Scott demande s'il cherche le kino, Eli explique qu'il a reconsidére la cartographie des Portes des étoiles. Ils peuvent en théorie rattraper le Destinée en utilisant les portes. Sachant que chaque porte peut en atteindre d'autres aux alentours, ils peuvent bondir de porte en porte, en espérant qu'ils en atteignent quelques-unes à portée du Destinée. Bien entendu, ils voyagent complètement à l'aveugle et il n'y a aucune garantie qu'ils se trouvent dans la bonne direction, mais ils peuvent au moins reconnaître une adresse utilisée précédemment et savoir ainsi s'ils sont dans la mauvaise direction. Une araignée géante se retrouve derrière Eli et Scott demande à tout le monde de bouger du lieu.
Dans la salle de l'interface de contrôle, Rush et Brody ont tiré une carte des Portes des étoiles présentes dans la galaxie, montrant quelque chose de déplaisant. Rush hésite à en parler à Young, mais Brody sait qu'il doit le faire. Dans sa chambre, Young parle avec TJ qui lui suggère d'encourager James. Young est déjà au courant de sa relation avec Scott même si James elle-même pensait que cela était un secret. TJ commence à lui parler à mots couverts de sa grossesse, mais à peine a-t-elle le temps de prononcer un mot que Rush appelle à la radio. Elle dit que c'est quelque chose qu'il pourront discuter plus tard car c'est une longue conversation.
Rush explique que lorsqu'il s'est retrouvé coincé sur la planète aride, il a trouvé une carte de la galaxie dans le chasseur des aliens bleus abandonné. À partir de celle-ci, il a pu construire une carte de la galaxie avec les Portes des étoiles présentes dans celle-ci. Les Portes des étoiles forment une ligne relativement droite entre elles. Malheureusement, le Destinée est quasiment à la fin de cette ligne. S'ils ne trouvent pas le groupe la prochaine fois que le Destinée sort de la VSL, ils n'en auront plus l'occasion.
Scott trace des flèches de direction dans le tunnel pour garder trace des endroits où ils sont allés. Le kino d'Eli réussit à trouver une sortie, mais le groupe ne sait pas comment l'atteindre. Deux directions se présentent et Ronald Greer propose de prendre à gauche sachant qu'ils ne savent pas vraiment quelle direction prendre. Cependant Chloe Armstrong découvre qu'il existe bien une carte : dans chaque tunnel, il y a une gravure sur le mur, et bien que semblant visuellement identiques, il y a un symbole sur chacune d'entre elles mais placé à différents endroits. Elle suggère que la bonne direction est à gauche, ce que Greer s'empresse de vérifier. Il confirme mais le tunnel s'écroule sur lui.
TJ discute avec Lisa Park, qui encourage TJ à informer Young, sachant qu'elle ne pourra cacher sa grossesse très longtemps. Le Destinée sort de la VSL. Rush rejoint une équipe commandée par James et se prépare à remonter la chaine pour secourir le groupe coincé. TJ demande à Young de venir à l'infirmerie, désirant parler. Il essaye d'obtenir plus de renseignements par la radio, mais sans succès.
Scott essaye d'appeler Greer par la radio mais n'a pas de réponse. Chloe croit que les roches bloquent peut-être la radio, mais Eli remarque que James a pu communiquer sans problème. Eli et Chloe essayent de déplacer les roches pour libérer Greer mais l'ensemble s'écroule encore plus. Scott décide d'escorter Eli et Chloe jusqu'à la sorte. Avant de partir, il s'excuse auprès de Greer. Eli, Chloe et Scott atteignent la sortie et se dirigent vers la porte. À la porte, Scott hésite à partir, croyant que ceux du Destinée ont élaboré un plan semblable et que le fait de partir le ferait échouer. Eli dit que le Destinée n'est peut-être pas encore sorti de la VSL et même s'il en est sorti, il n'auront certainement pas assez de temps pour les récupérer. Scott est d'accord et Eli appelle une planète brumeuse qui est sûre pour être visitée. Ils passent au travers de la porte. Scott veut attendre dix minutes sur chaque planète dans le cas où le Destinée serait à portée, mais une créature ressemblant à un dinosaure à quatre pattes les force à passer à l'adresse suivante.
Greer se réveille, toujours en vie et essaye d'appeler Scott sans obtenir de réponse. Greer réussit à se dégager de l'effondrement. Alors qu'il déplace les roches, il se remémore son enfance où son père autoritaire, Reginald Greer, l'enfermait dans un placard et lui ordonnait de ranger les briques en pile simplement pour les faire tomber du pied. Greer éprouve une haine profonde pour son père et souhaite partir mais sa mère, Angela Greer, insiste sur le fait qu'il leur faut être fort pour lui car personne d'autre ne veille sur lui. Greer regarde des photos des camarades de guerre de Reginald. Reginald l'attrape et conduit dans la ville, l'abandonnant sur place. Greer sort du tunnel et court vers la porte aussi vite que possible. Cependant, c'est trop tard ; son équipe est déjà partie.
Greer allume un feu au pied de la porte, attendant les secours. Dans un flashback, Greer retrouve sa maison après avoir été laissé dans la ville, mais la maison est en feu. Greer réussit à tirer sa mère hors de la maison. Une vision de son père lui apparait en lui disant qu'il aurait mieux fait de le laisser brûler dans le feu.
Pendant ce temps, Rush et James sont passés par dix planètes. Étant partis avec un autre kino et une autre télécommande, James suggère que le groupe se sépare en deux. Rush est d'accord. James croit qu'ils vont trouver l'équipe avec un peu de chance, bien que Rush ne croit pas en la chance. James dirige une équipe et Rush dirige l'autre.
Greer a des flashbacks lorsqu'il rend visite à son père à l'hôpital. Un autre patient, souffrant d'illusions, délire sur les effets d'un vaccin administré aux soldats durant la guerre entre autres. Reginald perd patiente et attaque l'homme, forçant Greer à l'étreindre et le retenir.
Quand il arrive dans l'infirmerie, Young s'excuse pour tous les événements qui s'accumulent constamment et TJ se dépêche de dire qu'elle est enceinte. Il est surpris, mais se reprend et lui demande depuis combien de temps. Elle lui répond que cela fait 22 semaines, ajoutant qu'il s'agit de son enfant. Quand il s'interroge sur le fait d'avoir un enfant dans un vaisseau, elle précise qu'elle le garde. Young répond qu'il n'a jamais demandé le contraire. Il lui baise la main et promet qu'ils vont tout faire pour que ça marche.
Eli, Scott et Chloe arrivent sur une planète où une tempête de sable souffle près de la porte. Eli a appelé une autre planète, mais l'atmosphère est toxique et ils ne peuvent pas récupérer le kino. La prochaine adresse sera un saut dans le vide. Scott dit d'en prendre une autre, disant qu'il va y aller en éclaireur et voir si elle est sure. Malgré ses protestations, Eli fait comme demandé.
Reginald dit à Greer que ses amis l'ont abandonné et qu'il va mourir. Greer refuse de le croire. Dans un flashback, Reginald est diagnostiqué avec une infection cérébrale et une espérance de vie très courte. Angela rend visite et Greer lui apprend qu'il s'est engagé dans l'armée, ayant échoué dans la vie scolaire. Elle dit qu'il peut toujours démissionner, mais Greer veut faire la différence.
Scott arrive sur une planète recouverte de neige et invite Eli et Chloé à venir. Eli parcourt la liste des adresses et découvre un problème : l'une des adresses est celle de la planète aride. Ils sont partis du mauvais côté. Cependant, cela présente un avantage. Le chasseur des aliens bleus abandonné sur la planète possède une carte des Portes des étoiles présentes dans la galaxie. Avec cette carte, ils sauront quelles portes utiliser.
L'équipe de James passe par la porte et arrive sur la planète aux ruines, trouvant Greer. Elle le ramène au Destinée. L'équipe de Rush n'est pas encore rentrée. Greer insiste sur le fait qu'ils ne l'auraient pas abandonné à moins qu'ils ne l'aient cru mort. Young espère que cela ne compromettra pas leur chance d'être secourus.
Eli, Scott, et Chloe se retrouvent sur la planète et se dirigent vers le chasseur. Ils trouvent les lunettes de Nicholas Rush à l'intérieur et Eli commence à pirater la base de données. Scott lui donne 15 minutes pour trouver, ne voulant pas rester plus longtemps afin de ne pas éveiller les soupçons et se faire capturer par les aliens bleus. Eli cherche au hasard, incapable de déchiffrer les symboles de la base. Chloe, cependant, reconnait l'un des écrans et demande à Eli de revenir dessus. Il s'agit de la liste qu'ils recherchaient. Elle ne sait pas trop comment elle a pu le remarquer. Eli prend la carte, mais apprend que le Destinée va bientôt quitter la galaxie, ce qui veut dire qu'ils doivent se dépêcher.
James regarde le compte-à-rebours du Destinée. Il ne reste que cinq minutes. Eli, Chloe et Scott arrivent sur une planète venteuse qui se trouve à portée du Destinée et Eli commence à appeler. Alors que le symbole final est atteint, la connexion échoue. Au même moment, l'équipe de Rush rentre par la porte, les bloquant. Eli se dépêche de rappeler, mais il est trop tard ; le Destinée vient de repasser en VSL. Ils ne peuvent plus revenir.
Riley suit Greer jusqu'à ses quartiers, désirant faire une interview comme Eli aurait voulu. Il abandonne quand Greer se tient devant lui, le regardant fixement. Greer ferme la porte et s'assied sur son lit, le regard sombre.

## Distribution
- Robert Carlyle : Dr. Nicholas Rush
- Justin Louis : Everett Young
- Brian J. Smith : Matthew Scott
- Elyse Levesque : Chloe Armstrong
- David Blue : Eli Wallace
- Alaina Huffman : Tamara Johansen
- Jamil Walker Smith : Ronald Greer
- Julia Anderson : Vanessa James
- Stefanie Samuels : Angela Greer
- Sean Blakemore : Reginald Greer
- Cameron Shang Forbes : jeune Ronald Greer
- William MacDonald : vétéran de la guerre du Golfe

## Réception

### Audiences
L'épisode a attiré 1,587 million de téléspectateurs lors de sa première diffusion sur Syfy.